# Шеміот
Шеміот (пол. Szemiot, Szemiot) — столбовий старовинний дворянский рід.

## Походження
Прізвище Шеміотів походить від Польського шляхетства, з якого у 1476 та інших роках були воєводами і в інших знатних чинах. Їх нащадки по приєднанню Білорусі до Російської держави, перебували у службі і жалувані були чинами іншими почестями монарших милостей. Відомо, що проживали у Могилівській, а також Гомельській області. Володіли маєтками у понад чим, шести селах у Гомельській губернії, ну і п'ятьма у Могилівській. 
Визначенням Могилівського Дворянских Депутатських Зборів рід Шеміотів внесено у шосту частину родоводу книги, у число давнього дворянства.

## Опис герба
У щиті, з голубим полем, зображений срібний лебідь, повернутий у праву сторону.
Щит увінчаний дворянськими шоломом та короною. Нашоломник: до половини виходящий лев, повернутий у праву сторону, який тримає у правій лапі меч. Намет на щиті голубий, подложенный сріблом. Герб роду Шеміотів (Шеміот) внесений у Частину 10 Спільного гербовника дворянских родів Всероссійської імперії, стр. 20.